# Бехчетов синдром
Бехчетов синдром је мултисистемско аутоимуно обољење, које обухвата следеће симптоме: рецидивидирајући афтозни стоматитис, ранице на кожи и полним органима, иритис (запаљење дужице ока), артритис, васкулитис, као и поремећаје централног нервног система, дигестивног тракта и бубрега. Основна патолошка промена је васкулитис (упални процес) малих крвних судова или судова средње величине, а најчешће се јавља код млађих мушкараца.
Болест је први описао турски дерматолог и научник Хулуси Бехчет (тур. Hulusi Behçet), који је препознао симптом на једном од својих пацијената 1924. године и своје истраживање објавио у Журналу за кожне и венеричне болести 1936. Назив болести је званично прихваћен на Међународном конгресу дерматолога у Женеви у септембру 1947. године.

## Етиологија
Узрок болести је непознат (идиопатски). Сматра се да велику улогу у настанку обољења игра генетика. Истраживања о узроцима и начину лечења се спроводе у неколико центара у свету.

## Распрострањеност
Бехчетов синдром се често јавља у земљама које су се некада налазиле на тзв. „путу свиле“. Највише се среће у земљама Далеког, Средњег истока и медитеранског басена (Јапан, Кореја, Кина, Иран, Турска, Тунис и Мароко). Спорадични случајеви су забележени и у САД и Аустралији.

## Клиничка слика
- ранице у устима (афте): ове промене на оралној слузокожи су готово увек присутне. Оне су почетни знак болести код две трећине болесника. Код већине пацијената се јављају бројне мале ранице, које се тешко лече. Велике ранице су ретке.
- ранице на полним органима: сличне промене настају и на полним органима, само што су те промене за разлику од оних у усној шупљини, безболне. Код мушкараца се налазе углавном на мошницама и ређе на пенису и готово увек остављају ожиљке. Код жена су углавном присутне на спољним гениталијама.
- промене на кожи: постоје различите врсте промена. Некад су сличне бубуљицама (акнама) и јављају се после пубертета. Нодозни еритем (црвене, болне, чворнате промене на кожи) се јавља на предњој страни потколеница.
- промене на очима: ово је један од најозбиљнијих знакова болести. Јавља се код око половине болесника. Болест углавном захвата оба ока, а најучесталије промене су: упала дужице, конјуктивитис, упала крвних судова у мрежњачи, улцерације рожњаче итд. Ток очне болести је хроничан са повременим погоршањима. Захваћене су и предња и задња комора ока (предњи и задњи увеитис). После сваког погоршања, остају промене у оку које даље доводе до постепеног губитка вида.
- промене на зглобовима: артритис се јавља код 30-50% болесника. Обично су упалом захваћени један или највише четири зглоба и то: колена, лактови, скочни и ручни зглобови. Запаљење обично траје неколико недеља, а излечење је трајно и без последица. Врло ретко долази до оштећења зглобова.
- неуролошке промене: ретко се јављају, али су могуће. Карактеристични су епилептички напади, повећани притисак у лобањи удружен са главобољом и можданим симптомима. Код мушкараца се јављају најозбиљнији облици болести. Неки болесници могу имати и психијатријске поремећаје.
- промене на крвним судовима: јављају се код 12-30% оболелих. Ово може да укаже на лош исход болести. Обично су захваћени велики крвни судови, а најчешће вене на листовима ногу, што доводи до појаве болних отока.
- желудачно-цревне промене: карактреистичне су за болеснике са Далеког истока. Испитивања показују да ранице настају и у цревима.[1]

## Дијагноза
Дијагноза се поставља на основу клиничког прегледа, а на Бехчетов синдром се може посумњати уколико су присутне оралне ранице и било која два знака од следећих: гениталне ранице, типичне очне лезије, кожне промене или тест патергије (појава стерилне пустуле после убода стерилном иглом) итд.

## Лечење
Пошто је узрок болести непознат, не постоје ни посебни облици лечења. Широк је спектар различитих поступака за лечење органа који су оболели. До сада није пронађен ефикасан лек.